# Ambient dub
L'ambient dub è un sottogenere del dub con elementi ambient.

## Storia
Termine coniato per indicare il titolo di alcune raccolte, venne diffuso fra critici e artisti grazie all'idea l'etichetta discografica Beyond Records, indicando un tipo di musica ambient molto ritmata, simile allo stile dub giamaicano.
Il termine poi cadde in disuso per via dei tanti stili ibridi nati in seguito.